# 石岗大街街道
石岗大街街道，是中华人民共和国河北省石家庄市新华区下辖的一个乡镇级行政单位。

## 行政区划
石岗大街街道下辖以下地区：
柏南一社区、柏南二社区、北环路社区、红星街社区、农机街社区、飞机公司社区、柏林一社区、柏林二社区、新苑社区和柏林庄社区。